# Veintiocho de Julio
Veintiocho de Julio è una località, classificata come comision de fomento, dell'Argentina ed è situata nel dipartimento di Gaiman, in provincia di Chubut.